# Minysche Keramik

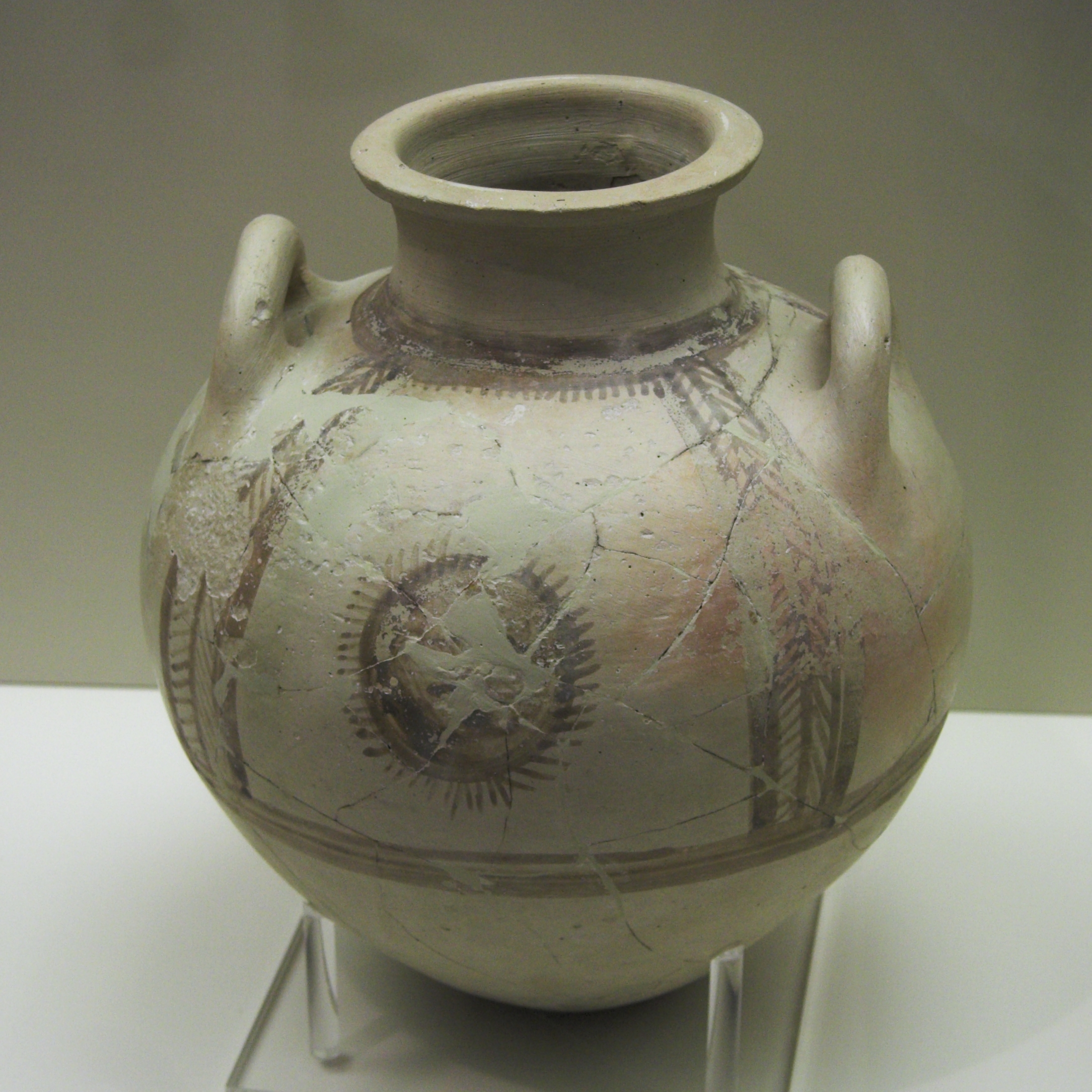
Minysche Amphore aus Mykene aus MH III (ca. 1700–1600 v. Chr.)

Die minysche Keramik (auch: minische Keramik oder minysche Ware) ist ein Keramikstil des mittelbronzezeitlichen Griechenlands (ca. 2000–1600/1550 v. Chr.), der zu dieser Zeit in künstlerischer Hinsicht erst wenig entwickelt war. Für Lerna in der Argolis sind jedoch seit den Grabungen John Langdon Caskeys auch Funde aus der letzten Phase des Frühhelladikums FH III nachgewiesen.
Eine weitere bedeutende Keramikgattung des Mittelhelladikums war die mattbemalte Keramik.

## Geschichte
Bis ca. 1960 war angenommen worden, dass die Produktion minyscher Ware mit dem Beginn des Mittelhelladikums zusammenfalle. Mit dem Eindringen indogermanischer Stämme, die zuerst wahrscheinlich Ionier, vielleicht auch Thraker waren, erst in einer zweiten Einwanderungswelle um 1580 v. Chr. Aioler und Achaier, habe sich demzufolge der neue Keramikstil herausgebildet und sei an die Stelle der Urfirniskeramik getreten, die in der Bauernkultur des Frühhelladikums vorkam. Allerdings bezweifeln heutige Forscher, dass das Aufkommen der Keramik mit dem Eindringen der indogermanischen Völker verbunden war, denn es sind frühe Formen dieses Keramiktyps neuerdings in Fundzusammenhängen zutage getreten, die aus der späten Phase des Frühhelladikums (FH III) stammen.
Zeitgleich mit der minyschen Keramik gab es die nach ihrem matten Glanz benannte mattbemalte Keramik, die nach heutigem Forschungsstand keine Vorläufer im Frühhelladikum hat. Im Späthelladikum wurde die minysche Keramik langsam von der mykenischen abgelöst, die hellgrundig mit dunklem Firnis ist. Die grauminysche Keramik kam noch im Späthelladikum vor, die etwas seltenere gelbminysche Keramik lebte in der aufstrebenden neuen mykenischen Keramik weiter.

## Etymologie
Die Bezeichnung „minysch“ geht ursprünglich auf den deutschen Archäologen Heinrich Schliemann zurück, der die Keramikart in Orchomenos fand und sie daher nach den Minyern benannte, einem mythischen Volksstamm, der unter Führung des Königs Minyas laut Homer ebendiesen Ort Orchomenos in Böotien bewohnt habe. Obwohl die Keramik mit Ausnahme des Fundortes nichts mit den Minyern zu tun hat und auch nicht in Orchomenos entwickelt wurde, wurde der Terminus „Minysche Keramik“ von Adolf Furtwängler, Heinrich Bulle und Walter Riezler Anfang des 20. Jahrhunderts als Arbeitsbegriff gewählt und fortan in der Forschung als Bezeichnung dieser Keramik beibehalten.

## Herstellung, Beschaffenheit und Untergruppen
Die Keramik zeichnet sich durch einen verfeinerten, (meist, aber nicht immer) auf der Töpferscheibe gedrehten, polierten Typ aus. Nach lokal bezogenem Vorkommen lässt die Gattung sich in weitere Untergruppen unterteilen, die sich in Farbigkeit, Oberflächenstruktur und Drehtechnik unterscheiden. Alle weisen jedoch einen minoischen und anatolischen Einfluss auf.

### Grauminysche Keramik
Die häufigste vorkommende minysche Keramik ist grau und besitzt einen leicht seifig, speckig wirkenden Glanz auf der Oberfläche. Dies hat Anlass zur Vermutung gegeben, dass die Keramik metallische Objekte nachahmen sollte, im Fall der grauminyschen Ware Silber. Die hartgebrannte Gattung hatte ihr Zentrum in Mittelgriechenland. Die grauminyschen Gefäße sind meist dünnwandig und zeichnen sich durch scharfe Profile aus. Die speckig aussehende Gefäßwand und die Tonker sind bei grauminyscher Ware immer gleichfarbig.

### Schwarzminysche Keramik
Neben der graumynischen Keramik war auch vor allem auf dem Peloponnes, besonders in der Argolis, eine schwarze Gattung in Gebrauch. Stücke dieser Keramikuntergruppe sind in Orchomenos, wo es die größten Vorkommen minyscher Keramik gibt, bis jetzt sehr selten zutage getreten.

### Gelbminysche Keramik
Ferner gab es eine gelbe Keramik, die im Späthelladikum I in der neuen, mykenischen Keramik weitergelebt haben soll. Die Produktion gelbmynischer Ware setzte verhältnismäßig spät ein (Mittelhelladikum II und III). Die helle Oberfläche gelbmynischer Ware, die oft mit einem matten glanz versehen ist, hat Anlass dazu gegeben, gelbmynische Ware eher als eine Sorte mattbemalter Keramik aufzufassen. Gelbminysche Keramik wurde beispielsweise in Eutresis gefunden.

### Rot- und braunminysche Keramik
Es soll auch noch eine vierte und fünfte, rote und braune Untergruppe gegeben haben, die oft auch Bemalungen aufweisen.

## Gefäßformen
Die Gefäße minyscher Keramik, insbesondere grauminyscher Ware, waren laut Fritz Schachermeyr oft symmetrisch und wiesen zwei oder vier Henkel auf. Überwiegend lagen offene Formen vor, darunter hauptsächlich Becher und Kantharoi. Weitere (geschlossene) Gefäßformen waren:
- der Amphoriskos,[20]
- der Krug,[20]
- die Amphore,[21]
- die Hydria,[21]
- sowie der Stamnos.[21]

## Fundorte und Verbreitung
Minysche Ware wurde hauptsächlich in Zentralgriechenland gefunden.
- Ägina
- Attika
- Orchomenos in Böotien[4]
- Eutresis[4][17]
- Kirrha, Prosymna[4]
- Asea, Malthi[4]
- Importprodukte und Nachahmungen auf den nördlichen Kykladen[4]

## Pseudo-minysche Keramik
Sehr wahrscheinlich nicht mit der minyschen Keramik zu verbinden ist die von Klaus Kilian so benannte pseudo-minysche Keramik (in der Literatur wird auch die Schreibweise pseudominysch verwendet), in englischsprachigen Publikationen auch als Gray Ware bezeichnet, die er bei Ausgrabungen in der Unterstadt von Tiryns in größeren Mengen zu Tage förderte. Diese monochrome Drehscheibenware mit polierter grauer Oberfläche ähnelt zwar äußerlich der minyschen Keramik, kommt aber fast nur in Schichten der fortgeschrittenen spätmykenischen Zeit (SH III B und SH III C, ca. 13. und 12. Jahrhundert v. Chr.) vor. Zeitlich lässt sie sich auch an anderen Fundorten (u. a. in Westkleinasien und vorgelagerten Inseln, wo die Gefäßformen spätmykenischen ähneln, aber auch in Unteritalien) nicht an die minysche Keramik anbinden; eindeutige Belege aus mittelmykenischer Zeit fehlen bis heute. Die Gefäßformen der pseudo-minyschen Keramik von Tiryns entsprechen im 13. Jahrhundert v. Chr. im Wesentlichen denen der bemalten mykenischen Keramik. Im 12. Jahrhundert kommen dort auch Formen auf, die Parallelen in Unteritalien haben könnten. Im thessalischen Dimini wurden pseudo-minysche Gefäße aus dem 12. Jahrhundert v. Chr. entdeckt, deren Formen sich teilweise aus dem der mykenischen bemalten Keramik, teilweise aber auch aus dem unteritalien Formenspektrum herleiten lassen.